# Coronel Suárez Polo Club
Coronel Suárez Polo Club es una institución fundada en el año 1929, en el partido de Coronel Suárez, Provincia de Buenos Aires, dedicada a la práctica de diversos deportes: polo, golf, squash y tenis.
En el ámbito del polo, el club ostenta el privilegio de ser el máximo ganador del Campeonato Argentino Abierto de Polo con 24 títulos conseguidos entre 1934 y 1981, sin incluir el título conseguido por Coronel Suárez – Los Indios en 1958. Además en el año 1983, Coronel Suárez ganó el Abierto de Palermo con su equipo II. Coronel Suárez fue el primer equipo en lograr el hándicap ideal de 40 goles (honor que solo han alcanzado cinco equipos en la historia), en el año 1974, con la siguiente formación: Alberto Pedro Heguy, Juan Carlos Harriot (h), Alfredo Harriot y Horacio Heguy. También ostenta el récord de 11 torneos ganados en forma consecutiva, con la salvedad de que, en medio de esa seguidilla, en 1976 el Abierto de Tortugas no tuvo definición y el Abierto de Hurlingham no se jugó. Además el club ostenta dos récords más por parte del mejor jugador del mundo en la historia del polo. Juan Carlos Harriott (h) obtuvo 20 veces el abierto Argentino de polo y 15 veces el abierto de Hurlingham (ambos récords actuales).